# Río Macá
El río Macá es un curso natural de agua que nace en el volcán Macá y fluye con dirección general sureste hasta desembocar en el lago Meullín, en la Región de Aysén de Chile.: 528–529 

## Trayecto
Tiene una longitud de 18 km sobre una planicie. Es el principal tributario de la cuenca del lago Meullín.

## Población, economía y ecología
Una parte de la cuenca del río Cuervo fue declarada santuario de la naturaleza Meullín-Puye.